# لانفلواين (أنغلزي)
لانفلواين (بالإنجليزية: Llanfflewyn)‏ هي منطقة سكنية تقع في ويلز في أنغلزي.